# Giglerbach
Der Giglerbach oder Gigler ist ein knapp sechs Kilometer langer Bach auf dem Gebiet der Gemeinde Bettlach im Schweizer Kanton Solothurn, der von links und Nordnordwesten in die Aare mündet. Er ist ein steiles, mittleres Fliessgewässer des montanen, karbonatischen Juras.

## Name
Der Name des Bachs lässt sich bis zum Jahr 1339 (die Schůpaſſe ze altrúwe, die da lit bi dem Gygerel) als Gigel, Gigler und Gig(e)rel zurückverfolgen. Der Zusatz -bach ist erstmals 1824 nachgewiesen. Der Namenforscher Rolf Max Kully nimmt als wahrscheinlichste Bedeutung, wenn der Name aus dem Deutschen erklärt werden könne, «rasch anschwellender, zorniger und alles überrumpelnder Bach» bzw. «Schwellbach» an, basierend auf einer ursprünglichen Bedeutung des Wortes Gigel als «das Anschwellen zuerst des Hahnenkammes, dann des Penis, der Selbsteinschätzung und letztlich des Bachs». Aufgrund zahlreicher vordeutscher Ortsnamen in der Umgebung sei auch eine Herleitung aus dem Altfranzösischen oder Altfrankoprovenzalischen möglich. Kully könnte sich «hinter dem dt. Gigler eine romanische Vorform wie gicleur von gicler ‹spritzen› vorstellen und den Namen als ‹Spritzer, Sprenger› deuten, was bei einem Bach sicher nicht abwegig ist», kommt aber letztlich zum Schluss, dass die Herleitung aus dem Deutschen wahrscheinlicher sei.

## Geographie

### Verlauf

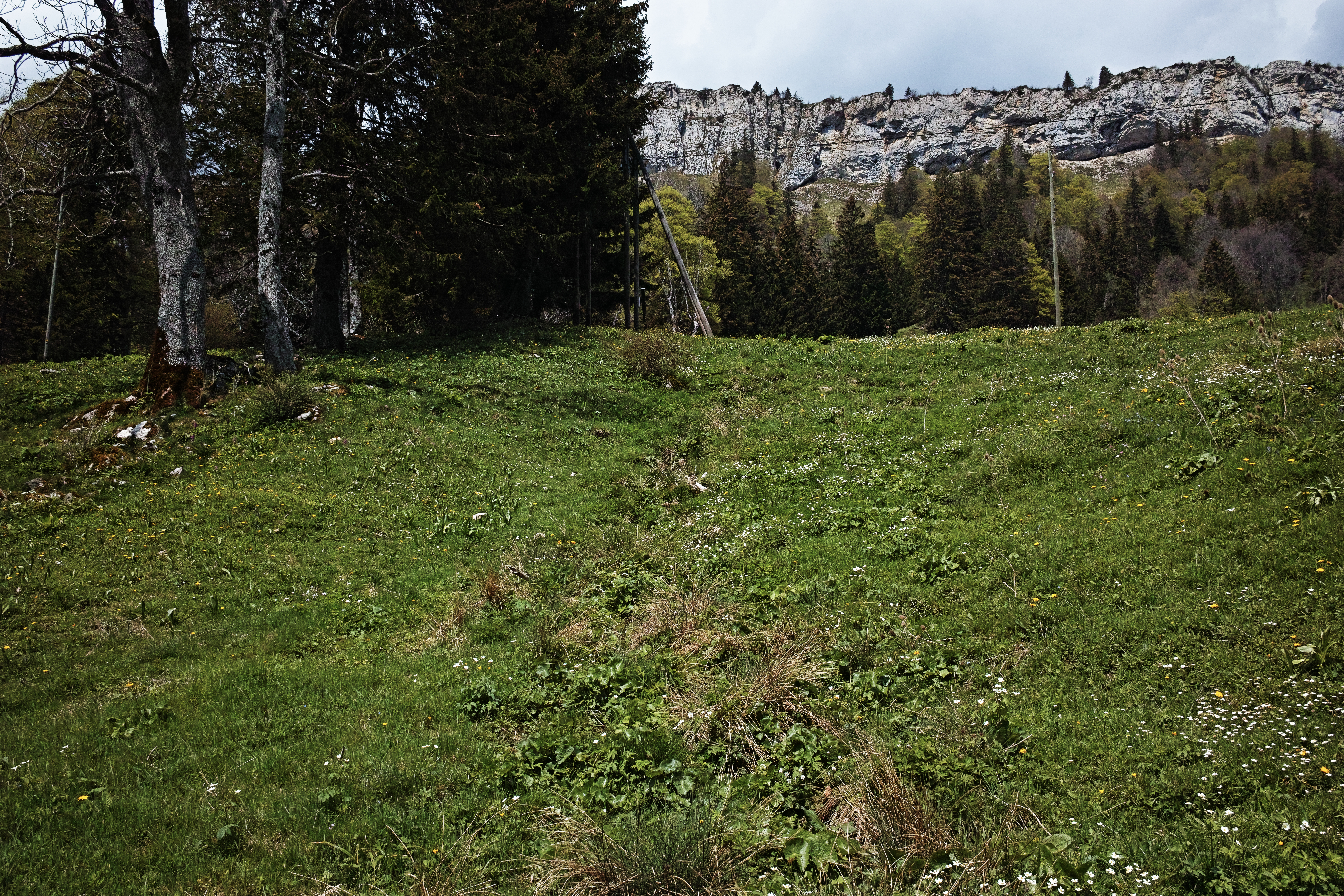
Quellgebiet des Giglerbachs unterhalb der Wandflue

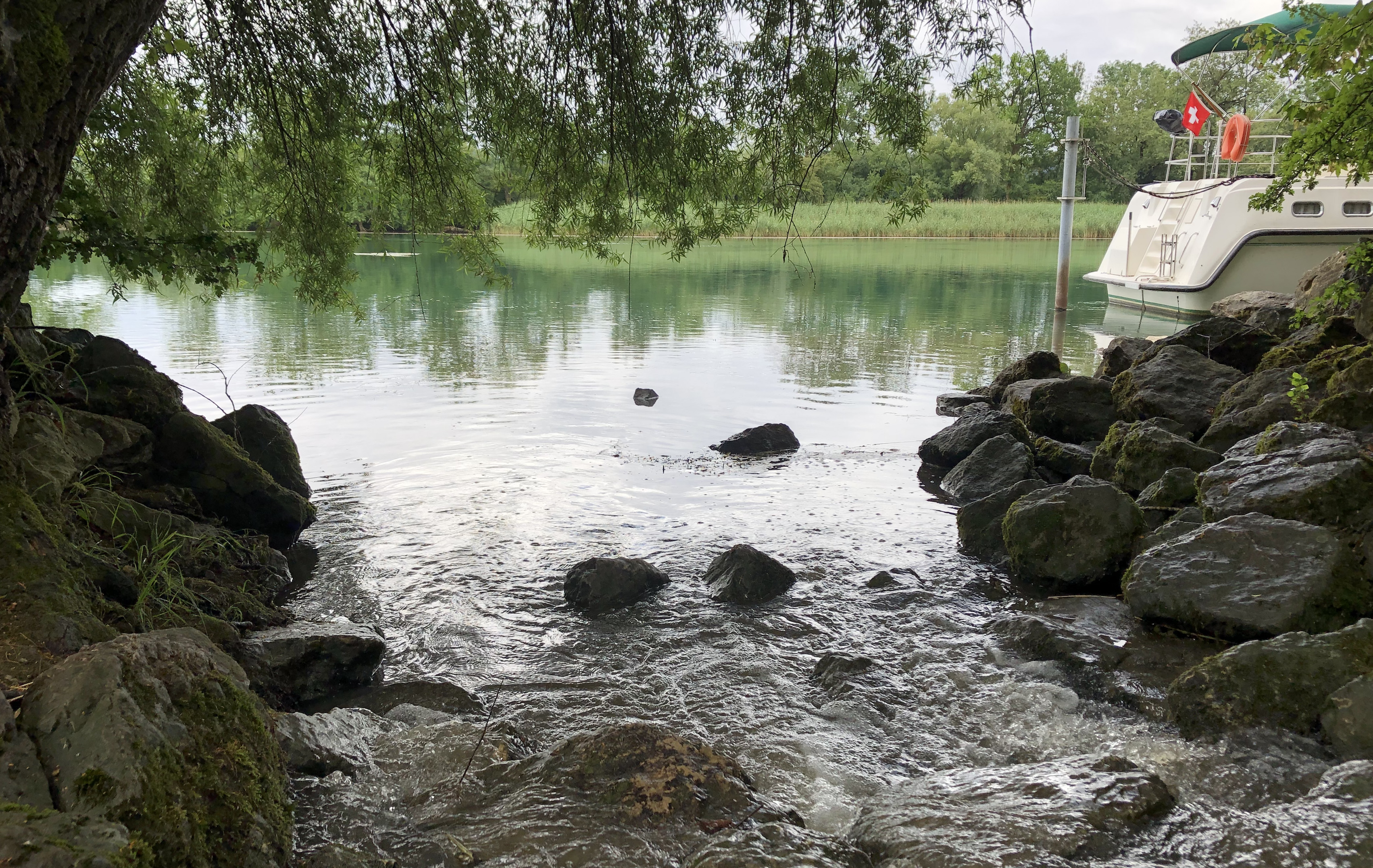
Mündung in die Aare

Der Giglerbach entspringt auf etwa 1180 m ü. M. zwischen der Wandflue und dem Bettlachstock im Solothurner Jura.
Er fliesst anfangs südwestwärts, dann auf dem sehr viel längeren Teil seines Weges südsüdostwärts und bleibt in seinem ganzen Verlauf auf dem Gebiet der Gemeinde Bettlach. In der Nähe der Ruine der Burg Grenchen mündet von rechts der Bettlachbergbach in den Giglerbach, der anschliessend das Dorf Bettlach und das flache Gebiet der Witi durchfliesst.
Zwischen Grenchen und Altreu, weiterhin auf Bettlacher Gemeindegebiet, mündet der Giglerbach auf 427 m ü. M. in eine Nordschlinge der Aare.
Der 5,8 km lange Lauf des Giglerbachs endet ungefähr 753 Höhenmeter unterhalb seiner Quelle, er hat somit ein mittleres Sohlgefälle von etwa 13 %.

### Einzugsgebiet
Das 2,27 km² grosse Einzugsgebiet des Giglerbachs wird über die Aare und den Rhein zur Nordsee entwässert.
Es besteht zu 39 % aus bestockter Fläche, zu 43,3 % aus Landwirtschaftsfläche, zu 13,6 % aus Siedlungsfläche und zu 4,1 % aus unproduktiven Flächen.
Die mittlere Höhe des Einzugsgebietes beträgt 868,1 m ü. M., die minimale Höhe liegt bei 421 m ü. M. und die maximale Höhe bei 1372 m ü. M.

### Zuflüsse
- Bettlachbergbach[9] (rechts), 1,1 km

## Nutzung und Wasserbau
Nach Angaben des Geographischen Lexikons der Schweiz 1904 wurde der Giglerbach damals genutzt, um die Maschinen einer Uhrenfabrik anzutreiben.
Nachdem es 2007 bei einem Hochwasser zu grossen Schäden in Bettlach gekommen war, wurden in den folgenden Jahren verschiedene Schutz- und Sanierungsmassnahmen getroffen, darunter der Bau von Geschiebesammlern und die Sanierung von Bachdurchlässen.